# ロバート・ガゼルマン
- ロバート・グセルマン

ロバート・ジョン・ガゼルマン（Robert John Gsellman、1993年7月18日 - ）は、アメリカ合衆国カリフォルニア州ロサンゼルス郡サンタモニカ出身のプロ野球選手（投手）。右投右打。
NPBでの登録名は「ガゼルマン」。

## 経歴

### プロ入りとメッツ時代

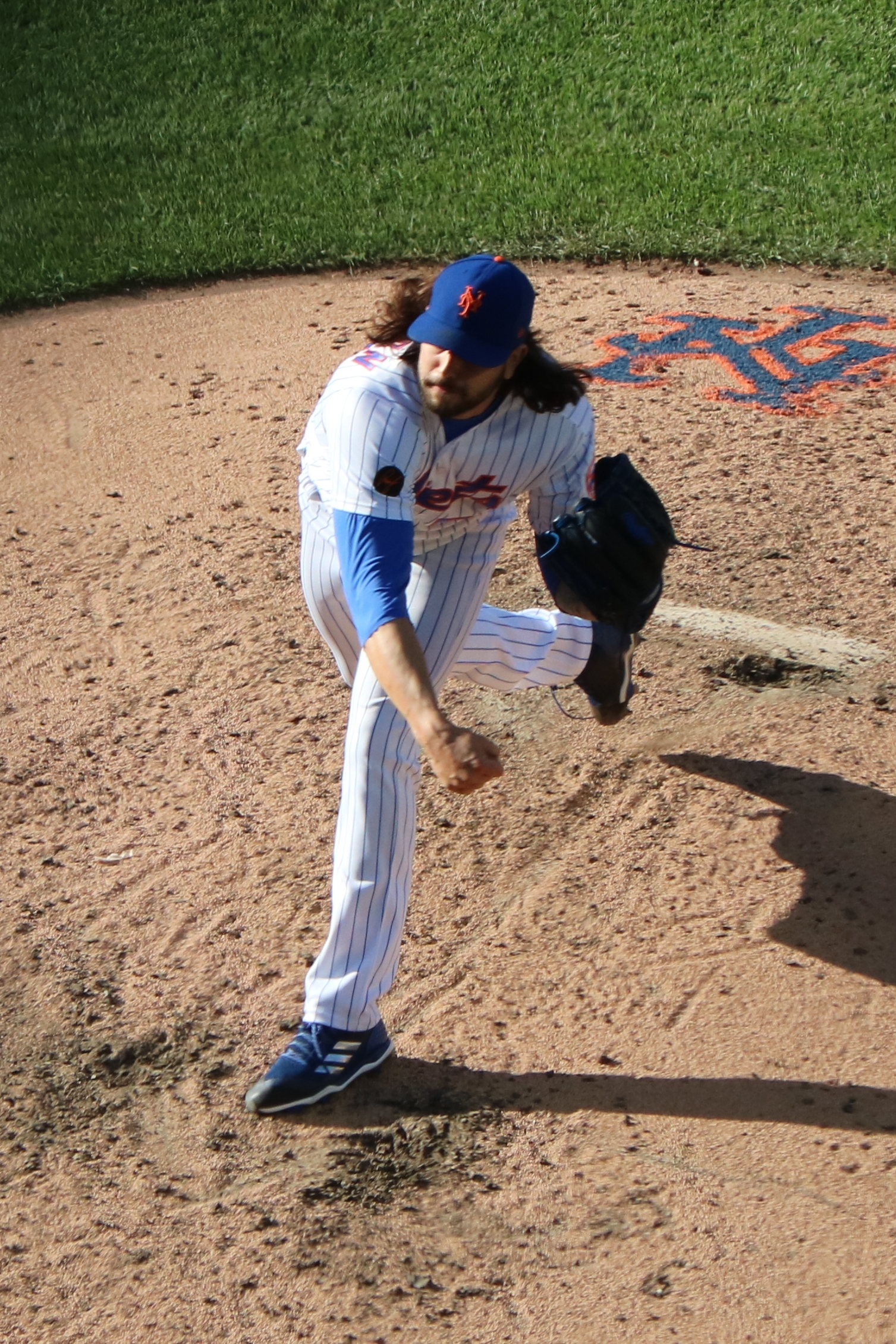
メッツ時代
（2018年7月7日）

2011年のMLBドラフト13巡目（全体402位）でニューヨーク・メッツから指名され、プロ入り。契約後、傘下のルーキー級ガルフ・コーストリーグ・メッツでプロデビューし、7試合（先発1試合）に登板して0勝0敗1セーブ、防御率4.15、8奪三振を記録した。
2012年はアパラチアンリーグのルーキー級キングスポート・メッツでプレーし、11試合（先発5試合）に登板して1勝3敗、防御率3.92、33奪三振を記録した。
2013年はA-級ブルックリン・サイクロンズ、A級サバンナ・サンドナッツ、A+級セントルーシー・メッツでプレーし、3球団合計で19試合に先発登板して6勝6敗、防御率2.58、83奪三振を記録した。
2014年はA級サバンナでプレーし、20試合に先発登板して10勝6敗、防御率2.56、92奪三振を記録した。
2015年はA+級セントルーシーとAA級ビンガムトン・メッツでプレーし、2球団合計で24試合に先発登板して13勝7敗、防御率2.89、86奪三振を記録した。オフの11月20日にルール・ファイブ・ドラフトでの流出を防ぐためにメッツの40人枠入りした。
2016年は開幕をAA級ビンガムトンで迎え、6月8日にAAA級ラスベガス・フィフティワンズへ昇格した。8月22日にスティーブン・マッツの故障者リスト入りに伴ってメジャー初昇格を果たし、翌23日のセントルイス・カージナルス戦でメジャーデビュー。このデビュー戦は先発のジョン・ニースが1死をとったところで左ひざを痛めて降板後の緊急登板であり、そこから3.2回を投げ切って勝利投手となった。この年メジャーでは8試合（先発はデビュー戦を除いた7試合）に登板して4勝2敗、防御率2.42、42奪三振を記録した。
2017年は25試合（先発22試合）に登板して8勝7敗、防御率5.19、82奪三振を記録した。
2018年は68試合に登板して6勝3敗13セーブ、防御率4.28、70奪三振を記録した。
2019年は52試合に登板して2勝3敗1セーブ、防御率4.66、60奪三振を記録した。
2020年は6試合（先発4試合）に登板して防御率9.64、9奪三振を記録した。
2021年は17試合（先発1試合）に登板して0勝1敗、防御率3.77、17奪三振を記録した。 オフの11月30日にFAになった。

### カブス時代
2022年3月17日にシカゴ・カブスとマイナー契約を結んだ。シーズンでは開幕を傘下のAAA級アイオワ・カブスで迎え、5月3日にメジャー契約を結んでアクティブ・ロースター入りした。8試合に登板後の5月30日にDFAとなり、6月6日にマイナー契約でAAA級アイオワへ配属された。その後、7月14日にFAになった。

### DeNA時代
2022年7月16日、横浜DeNAベイスターズに入団することが発表された。7月28日に支配下登録され、背番号は45。8月11日に来日しチームに合流。NPB初登板となった8月27日の東京ヤクルトスワローズ戦（横浜スタジアム）では4回に2番手投手としてマウンドに上がるが、1回4安打4失点。その後実戦登板から離れ、9月14日の中日ドラゴンズ戦（バンテリンドーム）で初先発し、7回無失点の好投でNPB初勝利を挙げた。最終的に4試合登板、1勝1敗、防御率2.66の成績を残し、シーズン終了後には球団から来シーズンの契約延長が発表された。
2023年は、2月1日からの春季キャンプに参加予定だったが、アメリカでパスポートの盗難被害に遭い2月18日に沖縄キャンプ合流となった。開幕ローテ入りを果たし、開幕2戦目の4月1日の阪神タイガース戦（京セラドーム）の先発を任されるが、制球が安定せず、敗戦投手にはならなかったものの3回4失点で降板。4月8日の中日戦（横浜）で先発登板すると、前回の課題を修正して7回1失点の好投を見せ、涌井秀章から来日初安打・初打点を記録するなど投打に活躍し、シーズン1勝目をマークした。最終的には13試合の登板で3勝5敗、防御率4.45の成績に終わり、11月30日、球団は来季の契約を結ばないことを発表した。

### ナショナルズ傘下時代
2024年1月31日にワシントン・ナショナルズとマイナー契約を結び、ナショナルズのスプリングトレーニングに招待選手として参加することになった。AAA級ロチェスター・レッドウイングスへ配属され、17試合の登板で0勝2敗、防御率8.75の成績で、6月19日にFAになった。

## 投球スタイル
| 球種           | 割合 | 平均球速 | 平均球速 |
| 球種           | %    | mph      | km/h     |
| -------------- | ---- | -------- | -------- |
| シンカー       | 57.6 | 93.9     | 151.1    |
| スライダー     | 19.7 | 89.5     | 144      |
| チェンジアップ | 16.4 | 84.8     | 136.5    |
| フォーシーム   | 1.4  | 94.5     | 152.1    |
| カーブ         | 4.9  | 79.2     | 127.5    |

最速98.8mph（約159km/h）を計測する速球（シンカー）に加え、スライダーやチェンジアップなどの変化球も操る。

## 人物
- 父のボブ・グセルマンも元プロ野球選手（捕手）で、1984年のMLBドラフト23巡目（全体591位）でフィラデルフィア・フィリーズから指名されたが、メジャーには昇格できずに終わっている。
- 漫画『キン肉マンII世』に登場するキャラクターのガゼルマンと同名であることにちなんで、本拠地での登場曲は通訳の発案で『キン肉マンGo Fight!』を使用している[12]。
- 愛称は「Gマン」「G」「ロブ」など[24][23][25]。

## 詳細情報

### 年度別投手成績
| 年 度    | 球 団    | 登 板 | 先 発 | 完 投 | 完 封 | 無 四 球 | 勝 利 | 敗 戦 | セ 丨 ブ | ホ 丨 ル ド | 勝 率 | 打 者 | 投 球 回 | 被 安 打 | 被 本 塁 打 | 与 四 球 | 敬 遠 | 与 死 球 | 奪 三 振 | 暴 投 | ボ 丨 ク | 失 点 | 自 責 点 | 防 御 率 | W H I P |
| -------- | -------- | ----- | ----- | ----- | ----- | -------- | ----- | ----- | -------- | ----------- | ----- | ----- | -------- | -------- | ----------- | -------- | ----- | -------- | -------- | ----- | -------- | ----- | -------- | -------- | ------- |
| 2016     | NYM      | 8     | 7     | 0     | 0     | 0        | 4     | 2     | 0        | 0           | .667  | 185   | 44.2     | 42       | 1           | 15       | 2     | 1        | 42       | 1     | 0        | 12    | 12       | 2.42     | 1.28    |
| 2017     | NYM      | 25    | 22    | 1     | 0     | 0        | 8     | 7     | 0        | 1           | .533  | 549   | 119.2    | 138      | 17          | 42       | 3     | 8        | 82       | 4     | 0        | 85    | 69       | 5.19     | 1.50    |
| 2018     | NYM      | 68    | 0     | 0     | 0     | 0        | 6     | 3     | 13       | 15          | .667  | 345   | 80.0     | 76       | 8           | 28       | 6     | 5        | 70       | 1     | 0        | 44    | 38       | 4.28     | 1.30    |
| 2019     | NYM      | 52    | 0     | 0     | 0     | 0        | 2     | 3     | 1        | 7           | .400  | 277   | 63.2     | 64       | 7           | 23       | 2     | 6        | 60       | 4     | 0        | 36    | 33       | 4.66     | 1.37    |
| 2020     | NYM      | 6     | 4     | 0     | 0     | 0        | 0     | 0     | 0        | 1           | ----  | 71    | 14.0     | 22       | 4           | 8        | 0     | 1        | 9        | 2     | 0        | 15    | 15       | 9.64     | 2.14    |
| 2021     | NYM      | 17    | 1     | 0     | 0     | 0        | 0     | 1     | 0        | 2           | .000  | 119   | 28.2     | 27       | 3           | 7        | 0     | 2        | 17       | 0     | 0        | 14    | 12       | 3.77     | 1.19    |
| 2022     | CHC      | 8     | 0     | 0     | 0     | 0        | 0     | 2     | 1        | 0           | .000  | 64    | 15.1     | 17       | 2           | 3        | 0     | 0        | 9        | 0     | 0        | 10    | 8        | 4.70     | 1.30    |
| 2022     | DeNA     | 4     | 3     | 0     | 0     | 0        | 1     | 1     | 0        | 0           | .500  | 81    | 20.1     | 15       | 1           | 6        | 0     | 2        | 12       | 0     | 0        | 6     | 6        | 2.66     | 1.03    |
| 2023     | DeNA     | 13    | 13    | 0     | 0     | 0        | 3     | 5     | 0        | 0           | .375  | 292   | 64.2     | 72       | 6           | 33       | 0     | 4        | 43       | 1     | 0        | 35    | 32       | 4.45     | 1.62    |
| MLB：7年 | MLB：7年 | 184   | 34    | 1     | 0     | 0        | 20    | 18    | 15       | 26          | .526  | 1610  | 366.0    | 386      | 42          | 126      | 13    | 23       | 289      | 12    | 0        | 216   | 187      | 4.60     | 1.40    |
| NPB：2年 | NPB：2年 | 17    | 16    | 0     | 0     | 0        | 4     | 6     | 0        | 0           | .400  | 373   | 85.0     | 87       | 7           | 39       | 0     | 6        | 55       | 1     | 0        | 41    | 38       | 4.02     | 1.48    |

- 2023年度シーズン終了時

### 年度別守備成績
| 年 度 | 球 団 | 投手（P） | 投手（P） | 投手（P） | 投手（P） | 投手（P） | 投手（P） |
| 年 度 | 球 団 | 試 合     | 刺 殺     | 補 殺     | 失 策     | 併 殺     | 守 備 率  |
| ----- | ----- | --------- | --------- | --------- | --------- | --------- | --------- |
| 2016  | NYM   | 8         | 2         | 9         | 0         | 1         | 1.000     |
| 2017  | NYM   | 25        | 8         | 18        | 4         | 2         | .867      |
| 2018  | NYM   | 68        | 1         | 6         | 0         | 0         | 1.000     |
| 2019  | NYM   | 52        | 2         | 9         | 0         | 2         | 1.000     |
| 2020  | NYM   | 6         | 1         | 1         | 1         | 0         | .667      |
| 2021  | NYM   | 17        | 5         | 7         | 0         | 1         | 1.000     |
| 2022  | CHC   | 8         | 1         | 2         | 0         | 0         | 1.000     |
| 2022  | DeNA  | 4         | 1         | 4         | 0         | 0         | 1.000     |
| 2023  | DeNA  | 13        | 5         | 7         | 0         | 1         | 1.000     |
| MLB   | MLB   | 184       | 20        | 52        | 5         | 6         | .935      |
| NPB   | NPB   | 17        | 6         | 11        | 0         | 1         | 1.000     |

- 2023年度シーズン終了時
- 各年度の太字はリーグ最高

### 記録

#### NPB
初記録
投手記録
- 初登板：2022年8月27日、対東京ヤクルトスワローズ18回戦（横浜スタジアム）、4回表に2番手で救援登板、1回4失点
- 初奪三振：同上、4回表に山田哲人から空振り三振
- 初先発・初勝利・初先発勝利：2022年9月13日、対中日ドラゴンズ20回戦（バンテリンドームナゴヤ）、7回無失点

打撃記録
- 初打席：2022年9月13日、中日ドラゴンズ20回戦（バンテリンドームナゴヤ）、3回表に髙橋宏斗から見逃し三振
- 初安打・初打点：2023年4月8日、中日ドラゴンズ1回戦（横浜スタジアム）、5回裏に涌井秀章から右中間適時二塁打[26]

### 背番号
- 65（2016年 - 2020年）
- 44（2021年）
- 43（2022年 - 同年5月29日）
- 45（2022年7月28日 - 2023年）